# 花古水库
花古水库是中国辽宁省沈阳市康平县境内的一座水库，位于秀水河支流利民河上，建于1958年。水库正常库容为650万立方米，集雨面积为344平方千米，海拔为94.85米。